# 그란카나리아 공항

그란카나리아 공항(Gran Canaria Airport, IATA: LPA, ICAO: GCLP), 간도 공항(Gando Airport, 스페인어: Aeropuerto de Gran Canaria)은 그란카나리아섬의 승객용, 화물용 항공이다. 승객 수 면에서 6위, 화물 운송 부문에서 5위를 차지하는 만큼 스페인 항공교통망에서 중요한 공항이다.
이 공항은 그란카나리아섬 동부에 위치해 있다.